# Sveta Jovanović
Sveta Jovanović slovenski gledališki scenograf,  * 28. februar 1927, Banatsko Aranđelovo, Srbija, † 2005.

## Življenjepis
Jovanović, slovenski gledališki scenograf vojvodinskega porekla, ki je deloval tudi na jugoslovanskih in tujih gledališčih, je na ljubljanski tehniški fakulteti študiral arhitekturo. Od leta 1953 se je ukvarjal s scenografijo. Najprej je delalal v Prešernovem gledališču v Kranju, nato v Slovenskem ljudskem gledališču v Celju in ljubljanski Drami, nato pa je bil urednik na ljubljanski televiziji. Za svoje delo je prejel več Sterijevih nagrad in zlati lovorjev venec sarajevskega Mesa.

## Delo
Jovanovićevo delo je vodila misel, da scena ni zgolj kulisa, ki omejuje odrski prostor, ampak režijska prvina in ustvarjalna sestavina celotne uprizoritve. Njegovo scenografijo odlikujejo stiliziranost, obvladanje prostora, barvna ubranost in izredno domiselna uporaba materialov, kar se je kazalo zlasti v modernejših dramah. Njegova scenografija je bogatila predstave, kot so Na dnu M. Gorkija, Striček Vanja, A. P. Čehova, Kralj Lear W. Shakespearea, Luther J. Osborna, Kaligula A. Camusa, Izgubljeni sin A. Hienga in Aretej M. Krleža.